# Submekanofobi
Submekanofobi är en stark rädsla för människogjorda föremål som befinner sig under vatten, alltifrån animatroniska robotar, sjöminor, skeppsvrak och statyer. Även objekt som befinner sig över vatten kan skapa obehag hos många individer. Orsakerna till fobin går inte att avgöra, och det varierar från person till person, men en av faktorerna kan vara rädslan för vad som befinner sig under vatten. Andra orsaker kan vara existentiell obehag, att mänskligheten har byggt avancerade saker men som blir förstörda och övergivna i olika områden relaterad till vatten som oceaner eller sjöar. 
Sedan 2013 har Reddit skapat ett forum där folk som har fobin kan dela med sig obehagliga bilder och filmer på objekt som är över eller under vatten. 
Submekanofobi är en av fobierna som är relaterad till vatten tillsammans med hydrofobi och talassofobi. 